# Academia do FBI
A Academia do FBI é o centro de formação de aplicação da lei e de pesquisa do FBI, localizado perto da cidade de Quantico, no Condado de Stafford, Virginia. Operado pela Secretaria da Divisão de Formação, foi aberta para uso em 1972 em 385 hectares (de 1,6 km²) da floresta, que não está disponível para visitas públicas. 
Além disso, para a formação de novos agentes do FBI no estabelecimento, a Divisão de Treinamento também instruí os agentes especiais, analistas, agentes de aplicação da lei, os agentes da DEA e parceiros estrangeiros. A Academia oferece vários programas de treinamento, incluindo Armas de fogo, Hogan Alley (o treinamento em complexos de simulação de uma cidade pequena), Centro de Operações Táctico e de Veículos de Emergência  (TEVOC em ingles), Técnicas de Sobrevivência, e o Desenvolvimento de Executivos de Aplicação da Lei de .
A academia ocupa 547 hectares dentro do Corpo de fuzileiros navais da Base Quantico.